# 李寨乡 (永城市)
李寨乡是中国河南省永城市下辖的一个乡。

## 行政区划
李寨乡下辖：李寨村、余庄村、大李家村、苏各村、唐楼村、徐庄村、陈庄村、位庄村、苏楼村、支庄村、张迁村、苏小庄村、彭庄村、二郎村、丁唐村、关庄村、麻冢村、苏暗楼村、庞庄村、曾楼村、苏李家村。